# Cesar Garcia Lima
Cesar Garcia Lima (Rio Branco, Acre, 28 de janeiro de 1964) é um poeta, jornalista, professor e documentarista brasileiro.

## Biografia
Cesar Garcia Lima mantém desde criança uma relação estreita com a literatura, o jornalismo e o cinema. Bacharel em Comunicação Social (Jornalismo) pela Faculdade Cásper Líbero, em São Paulo, e licenciado em Língua Portuguesa pela Universidade Cândido Mendes/ AVM Educacional, no Rio de Janeiro, obteve o título de mestre em Letras Vernáculas  (Literatura Brasileira) pela Universidade Federal do Rio de Janeiro (UFRJ), com a dissertação A notícia e o poema — A reescrita jornalística na poesia narrativa de Carlos Drummond de Andrade. É doutor em Letras (Literatura Comparada) pela UERJ (Universidade do Estado do Rio de Janeiro), com a tese Modos de ser poeta brasileiro nos anos 1920: uma leitura do diálogo epistolar de Carlos & Mário. Dedica-se também a projetos de audiovisual e ao incentivo à leitura e escrita por meio de sua produtora Voo da Palavra.
Em São Paulo, na década de 1990, integrou o grupo Cálamo, de criação e pesquisa literária, ao lado de Ruy Proença, Chantal Castelli e Luiz Gonzaga S. Neto, entre outros, com o qual publicou as antologias Lição de asa (1992), Vila Lira Rica (edição dos autores) e Desnorte – Leituras poéticas em torno à obra de João Guimarães Rosa (1997).
Águas desnecessárias (1997) é seu primeiro livro individual de poesia, seguido por Este livro não é um objeto (2006), Trópico de papel (2019) e Bastante aos gritos (2021), também de poemas.
No Rio de Janeiro, em 2009, foi um dos contemplados pelo edital ETNODOC, para dirigir e roteirizar o documentário Soldados da Borracha, sobre a trajetória dos seringueiros que extraíram látex para ajudar os Aliados na Amazônia durante a Segunda Guerra Mundial, entre 1942 e 1945, durante o governo de Getúlio Vargas. O filme foi contemplado como melhor filme do júri popular do FestCine Amazônia (2010), em Belém, Pará e menção honrosa do CineAmazônia, de Porto Velho, RO.
A convite do Defensoria Pública do Estado do Pará e dos sindicatos dos soldados da borracha dos Estados do Acre e de Rondônia, foi um dos integrantes da audiência pública realizada sobre o abandono desses trabalhadores pelo governo brasileiro na Comissão Interamericana de Direitos Humanos (CIDH), órgão principal e autônomo da OEA (Organização dos Estados Americanos), realizada em 11 de março de 2013, em Washington, DC.
Como resultado de sua pesquisa de pós-doutorado na UERJ, com bolsa de estudos da FAPERJ (Fundação Carlos Chagas Filho de Amparo à Pesquisa do Estado do Rio de Janeiro), organizou o livro-entrevista O encantamento da palavra: diálogos com Adriana Lisboa (2023), no qual a escritora carioca radicada nos Estados Unidos reflete sobre sua obra e influências artísticas.
É um dos organizadores e também autor da coletânea Entre a manchete e a metáfora: estudos sobre Jornalismo e Literatura, primeira produção do Grupo de Pesquisa Jornalismo e Literatura: possibilidades do encontro entre a palavra escrita e o real, reunindo estudos sobre as relações entre o discurso jornalístico e o literário no Brasil.
Cesar Garcia Lima tem desenvolvido projetos de valorização da cultura amazônica, como a curadoria da Mostra Ver-o-Norte, realizada na Caixa Cultural do Rio de Janeiro. O evento, dedicado à produção audiovisual da região amazônica, reuniu 31 filmes, entre ficções, documentários e animações, e promoveu debates com realizadores e especialistas sobre a identidade cultural e a memória da região.

## Obras
Livros de poemas:
- Águas desnecessárias (1997)
- Este livro não é um objeto (2006)
- Trópico de papel (2019)
- Bastante aos gritos (2021)[21][22]

Livro de crônicas:
- Vida desencaixada (2024)[23]

Como organizador, publicou:
- O encantamento da palavra: diálogos com Adriana Lisboa (2023)